# Комсомольское (Ленинградская область)
Комсомольское (до 1948 года Килпеенйоки, фин. Kilpeenjoki) — посёлок в Каменногорском городском поселении Выборгского района Ленинградской области.

## Название
Топоним Килпеенйоки в дословном переводе означает «Щитоваая река».
По постановлению общего собрания колхоза «Комсомолец» зимой 1948 года деревня Килпеенйоки получила наименование Комсомольская. Переименование в форме среднего рода было закреплено указом Президиума ВС РСФСР от 1 октября 1948 года.

## История

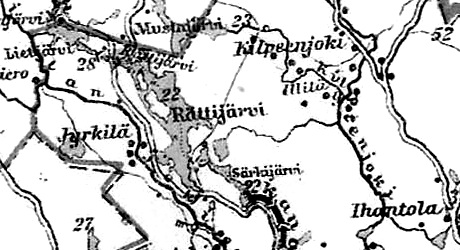
Деревня Килпеенйоки на финской карте 1923 года

До 1939 года деревня Килпеенйоки входила в состав Выборгского сельского округа Выборгской губернии Финляндской республики.
С 1 января 1940 года — в составе Карело-Финской ССР.
С 1 июля 1941 года по 31 мая 1944 года финская оккупация.
С 1 ноября 1944 года — в составе Пиритинского сельсовета Выборгского района.
С 1 октября 1948 года учитывается административными данными как деревня Комсомольское. 
По данным 1966 и 1973 годов посёлок Комсомольское входил в состав Комсомольского сельсовета и являлся его административным центром.
По данным 1990 года посёлок Комсомольское входил в состав Возрожденского сельсовета.
В 1997 году в посёлке Комсомольское Возрожденской волости проживали 143 человека, в 2002 году — проживали 230 человек (русские — 91 %).
В 2007 году в посёлке Комсомольское Каменногорского ГП проживали 99 человек, в 2010 году — 118 человек.

## География
Посёлок расположен в северной части района на автодороге А181 (часть E 18) «Скандинавия» (Санкт-Петербург — Выборг — граница с Финляндией) в месте примыкания к ней автодороги 41К-423 (подъезд к пос. Дружноселье).
Расстояние до административного центра поселения — 25 км. Расстояние до районного центра — 22 км. 
Расстояние до ближайшей железнодорожной станции Возрождение — 12 км. 
Посёлок находится на левом берегу реки Петровка и южном берегу озера Синичье.

## Демография
| 2007 | 2010 | 2017 | 2021 |
| ---- | ---- | ---- | ---- |
| 99   | ↗118 | ↘115 | ↗158 |

## Улицы
Комсомольская, Малый Ручейный проезд, Петровский проезд, Речной проезд, Сельская, Синичья, Совхозная, Удачная, Школьная, Щитовая.